# Walter Corbo
Wálter Luis Corbo Burmia (né le 2 mai 1949 à Montevideo en Uruguay) est un joueur de football international uruguayen qui évoluait au poste de gardien de but.
Son frère cadet, Romeo, était également footballeur.

## Biographie

### Carrière en club
Avec le club de Grêmio, il dispute 47 matchs au sein du championnat du Brésil.
Avec le Club Atlético Peñarol, il remporte quatre championnats d'Uruguay, une Supercoupe intercontinentale, et atteint la finale de la Copa Libertadores en 1970 (défaite face au club argentin de l'Estudiantes de La Plata). Il remporte également le championnat du Rio Grande do Sul avec Grêmio.

### Carrière en équipe nationale
Avec l'équipe d'Uruguay, il joue 26 matchs entre le 8 février 1971 et le 9 juin 1976. Il encaisse un total de 21 buts avec la sélection uruguayenne.
Il figure dans le groupe des sélectionnés lors de la Coupe du monde de 1970. Il participe également à la Copa América de 1975. Lors du mondial organisé au Mexique, il ne joue aucun match.

## Palmarès
| Peñarol - Championnat d'Uruguay (4) : - Champion : 1968, 1973, 1974 et 1975. - Vice-champion : 1969, 1971, 1972 et 1976. - Copa Libertadores : - Finaliste : 1970. - Supercoupe intercontinentale (1) : - Vainqueur : 1969. |  | Grêmio - Championnat du Rio Grande do Sul (1) : - Champion : 1977. |